# Elephant (Band)
Elephant ist eine Hamburger Rockgruppe, die 1978 von dem gebürtigen Helgoländer Paul Botter gegründet wurde.

## Geschichte
Elephant spielte bundes- und europaweit (u. a. mit Mitch Ryder) auf Tourneen und war bei zahlreichen Radio- und TV-Sendungen zu hören. Die Gruppe galt in den achtziger Jahren als beste Liveband Hamburgs. Ein Karrierehöhepunkt war ihr Auftritt als Vorgruppe der Beach Boys im Juli 1987 bei einem Open-Air-Konzert in Bad Segeberg.
Die ersten beiden Alben enthalten kraftvolle Rockmusik, die nachfolgenden tendieren mehr zum Funkrock. Bekanntester Titel der Formation ist I Don’t Wanna Lose You aus dem Jahr 1983.
Neben Paul Botter als Sänger spielten Alexander von Oswald (Gitarre und Gesang), Claus Epe (Keyboard), Reinhard Lehmann (Schlagzeug) und Klaus Hormann (Bass). 1981 ersetzte Frank Fischer Klaus Hormann am Bass und 1985 kam Mickie Stickdorn (siehe auch Lake) für Reinhard Lehmann am Schlagzeug. Produzent war zuerst Geoffrey Peacey und Co-Produzent der Lake-Produzent Detlef Petersen, später Detlef Petersen als Produzent und Geoffrey Peacey als Co-Produzent.
1986 löste sich Elephant mit ihrem Abschiedskonzert im ausverkauften Musikclub Große Freiheit 36 in Hamburg auf. Im Jahre 2004 erfolgte ein zeitweiliges Comeback. Die Band formierte sich in der Besetzung: Paul Botter (Gesang), Markus Schmidt (Gitarre), Adrian Askew (Keyboards), Peter Kühmstedt (Bass) und Mickie Stickdorn (Schlagzeug).

## Paul Botter's Soul & Blues Project

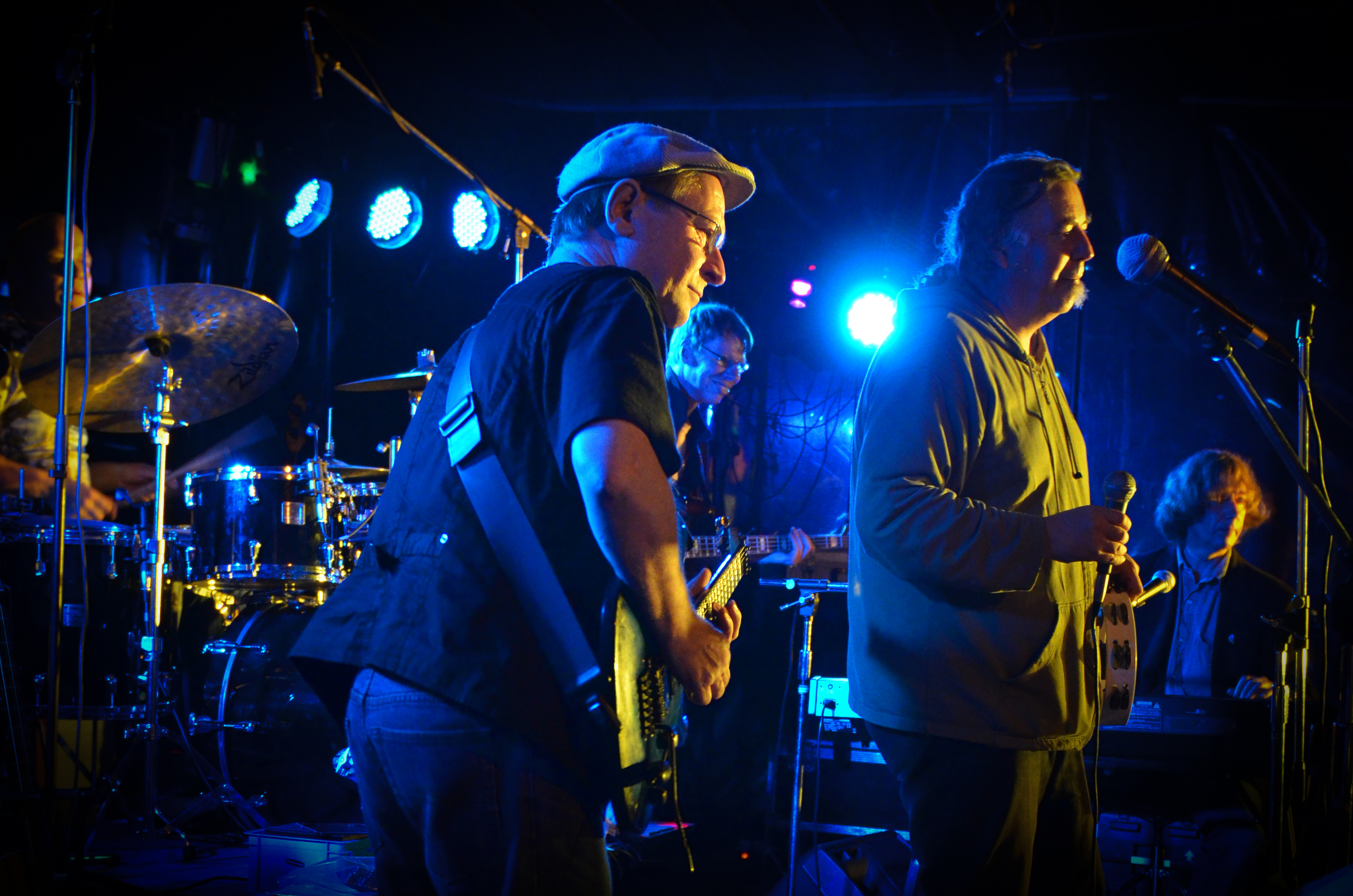
The Paul Botter Band auf dem Walsroder Mittwoch im Jahre 2011

Mit Paul Botter's Soul & Blues Project hatte Paul Botter eine Reihe von Auftritten mit verschiedenen Musikern. Im Jahre 2010 formierte sich aus diesem Projekt The Paul Botter Band, die im Frühjahr 2011 für neue Aufnahmen im Studio stand und seither live in Clubs und größeren Festivitäten auftritt.

### Besetzung
- Paul Botter (Elephant) – Gesang
- Steve P. Wieters (Sergio Boré, Audrey Motaung...) – Gitarre
- Bernd Schultze (Audrey Motaung, Elephant) – Keyboards/Piano
- Martin Prill (Bad News Reunion) – Bass
- Heinz Lichius (NDR Bigband) – Schlagzeug

## Diskografie

### LPs
- 1980: On My Feet Again
- 1981: Welcome To The China Shop
- 1983: Elephant
- 1985: Just Tonight

### Singles
- 1984: I Don’t Wanna Lose You
- 1985: Just Tonight

### CDs
- 2007: Elephant (Maxi-CD)
- 2008: Elephant – The Best Of